# Phyllotettix
Phyllotettix is een geslacht van rechtvleugeligen uit de familie doornsprinkhanen (Tetrigidae). De wetenschappelijke naam van dit geslacht is voor het eerst geldig gepubliceerd in 1902 door Hancock.

## Soorten
Het geslacht Phyllotettix omvat de volgende soorten:
- Phyllotettix compressus Thunberg, 1815
- Phyllotettix foliatus Hancock, 1902
- Phyllotettix rhombeus Linnaeus, 1767